# Leopoldo Burlando
Leopoldo Burlando, né en 1841 et mort en 1915, est un peintre italien, peignant principalement des paysages urbains et des vedute. 

## Biographie
Leopoldo Burlando naît en 1841 à Milan. Il est élève de Luigi Bisi à l'Académie des beaux-arts de Brera.
Il est connu pour des vues de Venise et de Milan, ainsi que pour des vues perspectives d'intérieur  de bâtiments tels que la chartreuse de Pavie et la cathédrale de Milan. Il peint à l'huile et à l'aquarelle. Burlando est nommé associé honoraire de l'Académie Brera. Il est également  professeur de design industriel à l'orphelinat masculin de Milan.
Il expose La Chartreuse de Pavie et L'Occupation du couvent au Salon de Bruxelles de 1897.
Leopoldo Burlando meurt en 1915.